# 1998年束草潜艇事件
1998年束草潜艇事件发生于1998年6月22日，于韩国城市束草市海岸边。

## 捕捉潜艇
1998年6月22日，一艘朝鲜南联级潜艇被捕鱼拖网缠绕。事件发生的地点大约在束草港以东18千米，离两国军事分界线约33千米。一艘韩国渔船观察到几名潜艇的船员试图解开缠绕住潜艇的渔网。在渔船通知大韩民国海军后，一艘护卫舰在潜艇乘员仍在潜艇内的情况下将潜艇拖至东海市（韩国）的一个海军基地中。 在被拖入军港的过程中潜艇沉没。目前还不清楚潜艇沉没的原因是因为舰体损坏或是船员的故意破坏。
23日朝鲜中央通讯社承认，在一起训练事故中，一艘潜艇失去联系。
6月25日，潜艇被从大约100英尺（30米）的深度打捞上来。9名船员的尸体被发现。其中，五名水手的死因显然是被谋杀，而四名间谍的死因显然是自杀。 潜艇上发现的韩国资料表明潜艇乘员已完成了一个间谍任务。 航海日志表明，这艘潜艇曾经多次渗透到韩国海域。
该潜艇乘员的尸体随后被埋葬在朝鲜和中国士兵公墓。